# Bandeira do Kentucky

Bandeira do Kentucky

A bandeira do Kentucky, nos Estados Unidos, foi adotada em 26 de março de 1918. 
A bandeira foi desenhada por Jesse Cox Burgess, professor de arte em Frankfort, capital do estado. Foi adotado pela Assembleia Geral de Kentucky em 26 de março de 1918.